# Плазменная панель

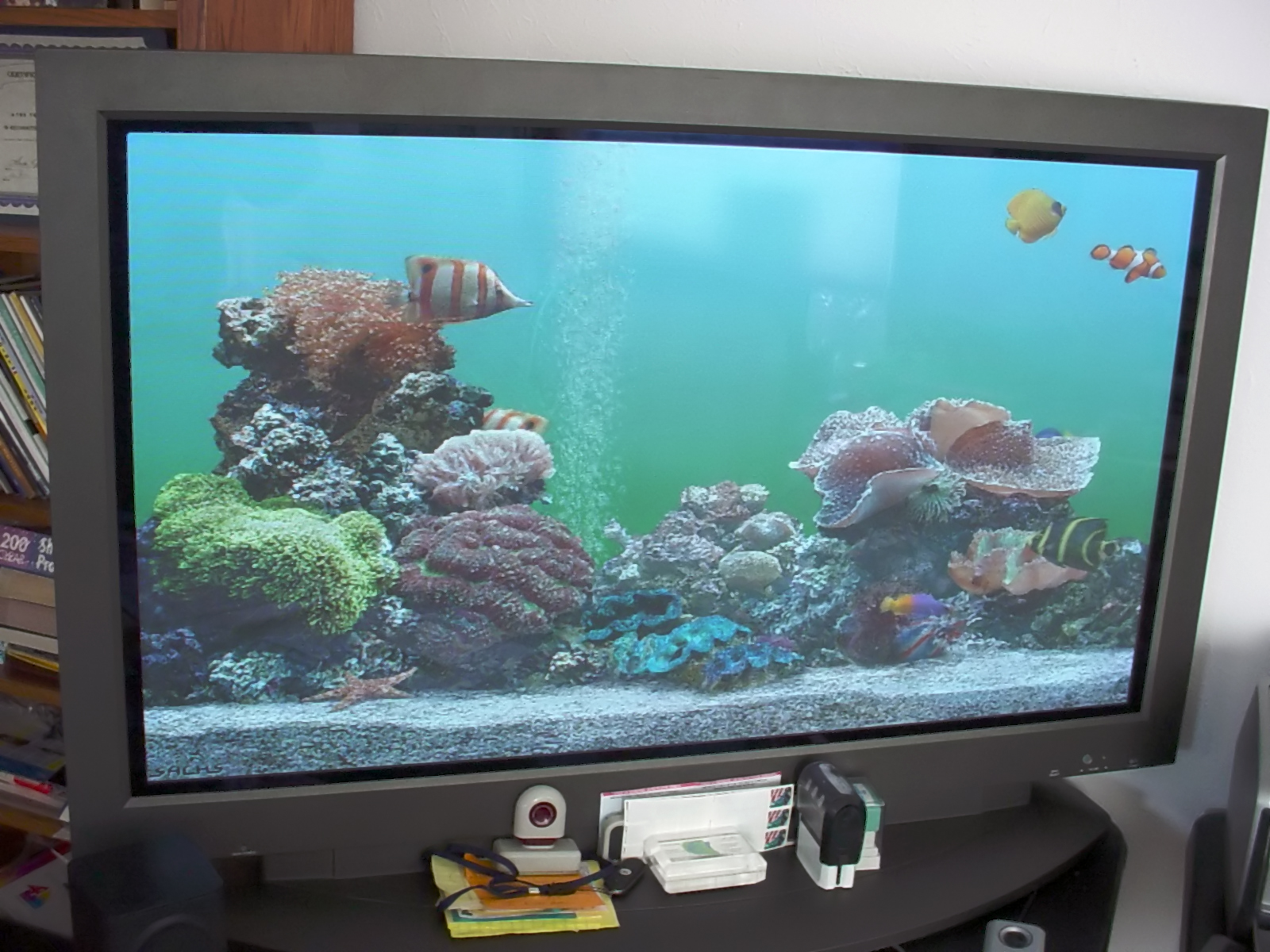
Плазменный телевизор

Газоразрядный экран (также широко применяется калька с английского «плазменная панель») — устройство отображения информации, монитор или телевизор, основанный на явлении свечения люминофора под воздействием ультрафиолетовых лучей, возникающих при электрическом разряде в ионизированном газе, иначе говоря — в плазме. (См. также: SED).

## История

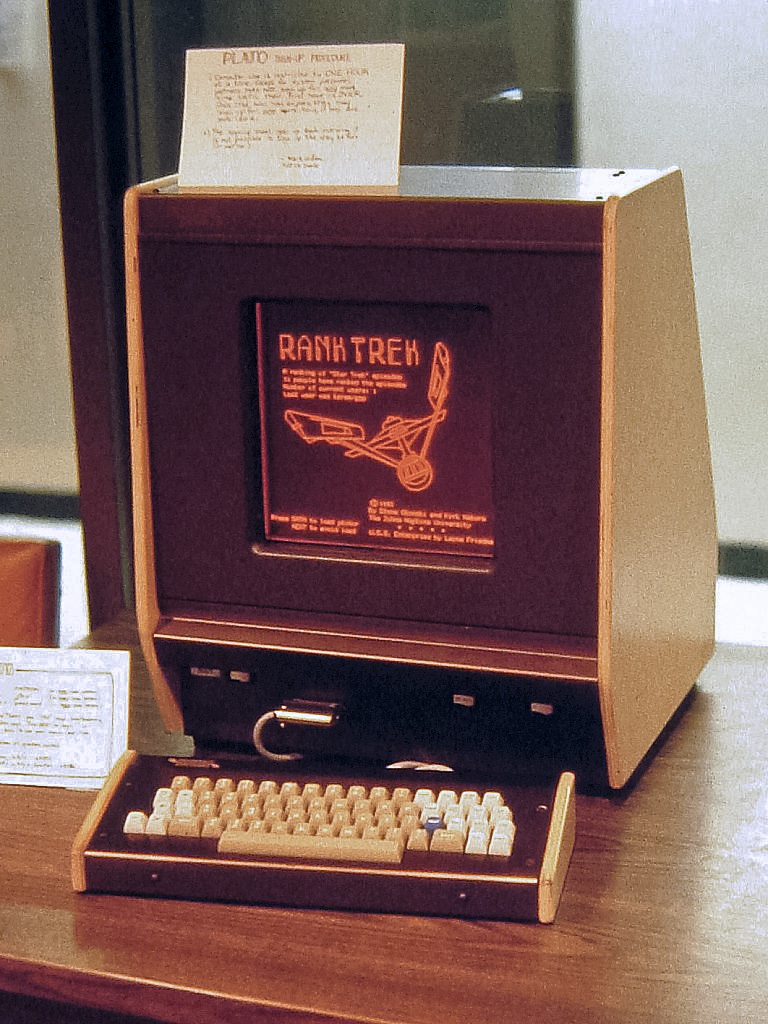
Оранжевая монохромная индикаторная панель Digivue в PLATO V, 1981

Принцип «плазменного телевидения» впервые описал Калман Тиханьи в 1936 году.
Плазменная панель была разработана в Университете Иллинойса в процессе создания системы электронного обучения США (PLATO) доктором Дональдом Битцером (Donald Bitzer), Джином Слоттоу (H. Gene Slottow) и Робертом Уиллсоном (Robert Willson). Патент на изобретение они получили в 1964 году. Первый плоский дисплей состоял из одного пикселя.
В 1971 году компания «Owens-Illinois» приобрела лицензию на производство дисплеев Digivue. В 1983 году Университет Иллинойса продал лицензию на производство плазменных панелей компании IBM.
Первый в мире 21-дюймовый (53 см) полноцветный дисплей представила в 1992 году компания Fujitsu. В 1999 году Matsushita (Panasonic) создала перспективный 60-дюймовый прототип.
Начиная с 2010 года производство плазменных телевизоров сокращалось из-за невозможности конкурировать с более дешевыми ЖК-телевизорами, а после появления формата Ultra HD стало экономически невыгодным и c 2015 года прекратилось.

## Конструкция

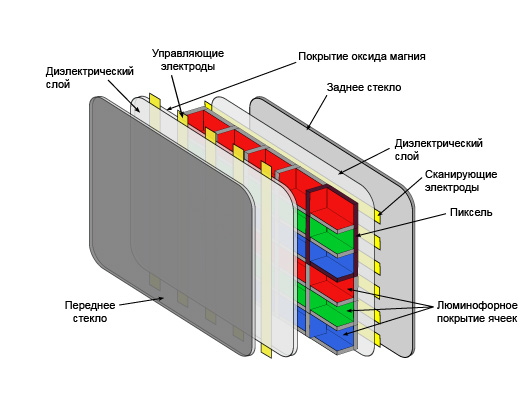
Устройство плазменной панели

Плазменная панель представляет собой матрицу газонаполненных ячеек, заключённых между двумя параллельными стеклянными пластинами, внутри которых расположены прозрачные электроды, образующие шины сканирования, подсветки и адресации. Разряд в газе протекает между разрядными электродами (сканирования и подсветки) на лицевой стороне экрана и электродом адресации на задней стороне.
Особенности конструкции:
- субпиксель плазменной панели обладает следующими размерами: 200 x 200 x 100 мкм;
- передний электрод изготовляется из оксида индия и олова, поскольку он проводит ток и максимально прозрачен.
- при протекании больших токов по довольно большому плазменному экрану из-за сопротивления проводников возникает существенное падение напряжения, приводящее к искажениям сигнала, в связи с чем добавляют промежуточные проводники из хрома, несмотря на его непрозрачность;
- для создания плазмы ячейки обычно заполняются газами — неоном или ксеноном (реже используется гелий и/или аргон, или, чаще, их смеси) с добавлением ртути.

Химический состав люминофора:
- Зелёный: Zn2SiO4:Mn2+ / BaAl12O19:Mn2+;+ / YBO3:Tb / (Y, Gd) BO3:Eu[3]
- Красный: Y2O3:Eu3+ / Y0,65Gd0,35BO3:Eu3+
- Синий: BaMgAl10O17:Eu2+

Существующая проблема в адресации миллионов пикселей решается расположением пары передних дорожек в виде строк (шины сканирования и подсветки), а каждой задней дорожки — в виде столбцов (шина адресации). Внутренняя электроника плазменных экранов автоматически выбирает нужные пиксели. Эта операция проходит быстрее, чем сканирование лучом на ЭЛТ-мониторах. В последних моделях PDP обновление экрана происходит на частотах 400—600 Гц, что позволяет человеческому глазу не замечать мерцания экрана.

## Принцип действия
Работа плазменной панели состоит из трёх этапов:
1. инициализация, в ходе которой происходит упорядочение положения зарядов среды и её подготовка к следующему этапу (адресации). При этом на электроде адресации напряжение отсутствует, а на электрод сканирования относительно электрода подсветки подаётся импульс инициализации, имеющий ступенчатый вид. На первой ступени этого импульса происходит упорядочение расположения ионной газовой среды, на второй ступени — разряд в газе, а на третьей — завершение упорядочения.
2. адресация, в ходе которой происходит подготовка пикселя к подсвечиванию. На шину адресации подаётся положительный импульс (+75 В), а на шину сканирования - отрицательный (-75 В). На шине подсветки напряжение устанавливается равным +150 В.
3. подсветка, в ходе которой на шину сканирования подаётся положительный, а на шину подсветки — отрицательный импульс, равный 190 В. Сумма потенциалов ионов на каждой шине и дополнительных импульсов приводит к превышению порогового потенциала и разряду в газовой среде. После разряда происходит повторное распределение ионов у шин сканирования и подсветки. Смена полярности импульсов приводит к повторному разряду в плазме. Таким образом, сменой полярности импульсов обеспечивается многократный разряд ячейки.

Один цикл «инициализация — адресация — подсветка» образует формирование одного подполя изображения. Складывая несколько подполей, можно обеспечивать изображение заданной яркости и контраста. В стандартном исполнении каждый кадр плазменной панели формируется сложением восьми подполей.
Таким образом, при подведении к электродам высокочастотного напряжения происходит ионизация газа или образование плазмы. В плазме происходит ёмкостной высокочастотный разряд, что приводит к ультрафиолетовому излучению, которое вызывает свечение люминофора: красное, зелёное или синее. Это свечение, проходя через переднюю стеклянную пластину, попадает в глаз зрителя.

## Преимущества и недостатки
Преимущества:
- высокая контрастность;
- глубина цветов;
- стабильная равномерность на чёрном и белом цвете;
- параметры картинки не зависят от угла обзора.

Недостатки:
- более высокое энергопотребление в сравнении с ЖК-панелями;
- крупногабаритные пиксели и, как следствие, только достаточно крупногабаритные плазменные панели обладают достаточным экранным разрешением; Плазменные панели могли поддерживать максимальное разрешение экрана лишь в формате HD (1366×768) и Full HD (1920х1080), в отличие от ЖК-мониторов, где чёткость изображения достигала качества Ultra HD – 2К (2560x1440) и 4К (3840x2160).
- выгорание экрана от неподвижного изображения (эффект памяти), например, от логотипа телеканала (происходит из-за перегрева люминофора и последующего его испарения).[4][5]